# Trimorus tibialis
Trimorus tibialis is een vliesvleugelig insect uit de familie van de Scelionidae. De wetenschappelijke naam van de soort is voor het eerst geldig gepubliceerd in 1840 door Foerster.